# Estación de Marañón
Marañón es una estación ferroviaria situada en el municipio español de Alcázar de San Juan, en la provincia de Ciudad Real. En la actualidad las instalaciones se encuentran cerradas y no disponen de servicios de viajeros.

## Situación ferroviaria
La estación se encuentra situada en el punto kilométrico 164,167 de la línea férrea de ancho ibérico Alcázar de San Juan-Cádiz, a 649,03 metros de altitud, entre las estaciones de Alcázar de San Juan y Cinco Casas. El tramo es de vía doble y está electrificado.

## Historia
La estación fue abierta al tráfico de mercancías el 15 de junio de 1860 con la puesta en marcha del tramo Alcázar de San Juan-Manzanares de la línea que pretendía unir Manzanares con Córdoba. La obtención de la concesión de dicha línea por parte de la compañía MZA fue de gran importancia para ella, dado que permitía su expansión hacia el sur tras lograr enlazar con Alicante desde Madrid en 1858, quedando aún pendiente la conexión de la capital de España con Zaragoza.
En 1941, tras la nacionalización de los ferrocarriles de ancho ibérico, las instalaciones pasaron a formar parte de la recién creada RENFE. El 30 de septiembre de 1960 llegó la electrificación a la estación, al completarse el tramo Alcázar de San Juan-Santa Cruz de Mudela. No obstante la electrificación hasta Madrid no llegaría hasta 1963.
Desde enero de 2005 Renfe Operadora explota la línea mientras que Adif es la titular de las instalaciones ferroviarias.

## La estación
La estación se halla junto a una explotación agropecuaria, a 8,3 km de Alameda de Cervera, pedanía de Alcázar de San Juan. El edificio de viajeros es de tres plantas, al que se han añadido dos cuerpos laterales de una planta. Consta de un único andén al que da acceso la vía de apartado y estacionamiento, apta para trenes de mercancías de más de 750 metros. Esta vía finaliza en toperas en ambos extremos. Las vías principales se hallan más lejos del edificio de viajeros y no tienen acceso a andén.